# Finbandad hackspett
Finbandad hackspett (Campethera taeniolaema) är en fågel i familjen hackspettar inom ordningen hackspettartade fåglar.

## Utbredning och systematik
Fågeln förekommer i Östafrika och delas in i två underarter med följande utbredning:
- C. t. taeniolaema - östligaste Demokratiska republiken Kongo samt sydvästra och östra Uganda österut till västra Kenyas högländer, söderut till västra Rwanda, västra Burundi och allra västligaste Tanzania (berget Mahari).
- C. t. hausburgi – Kenya öster om Rift Valley samt nordligaste Tanzania (Loliondo)

Den betraktades tidigare som underart till epifytspett (Campethera tullbergi).

## Status och hot
Arten har ett stort utbredningsområde, men tros minska i antal, dock inte tillräckligt kraftigt för att den ska betraktas som hotad. Internationella naturvårdsunionen IUCN listar arten som livskraftig (LC).